# Hubert van Ravesteyn
Hubert van Ravesteyn est un peintre néerlandais du nord, spécialisé dans les natures mortes.

## Biographie
En 1669, il épouse Catharina van Meurs à Dordrecht.

## Œuvres
Il peint principalement des natures mortes et des intérieurs. Son style rappelle le peintre baroque Cornelis Saftleven.
- Panier d’œufs et oiseaux morts, 1660-1680, huile sur panneau, 38 × 32 cm, Musée Boijmans Van Beuningen, Rotterdam[2]
- Nature morte aux fruits et légumes, vers 1670, huile sur panneau, 33 × 38 cm, Dordrechts Museum[3]
- Nature morte aux noix, au tabac et au vin, 1671, Huile sur toile, 66 × 49 cm, Musée des beaux-arts de l'Ontario, Toronto[4]
- Le Fumeur et le buveur, vers 1675, huile sur panneau, 26 × 20 cm, Musée Boijmans Van Beuningen, Rotterdam[5]
- Intérieur d'étable, peinture à l'huile, Dordrechts Museum[6]
- Nature morte aux noix et à la rose, Huile sur toile, 71 × 59 cm, Collection privée, Vente Christie's 2013[7]
- Nature morte aux noix et à l'orange, Huile sur toile, 67 × 52 cm, Collection privée, Vente Christie's 2013[8]

"
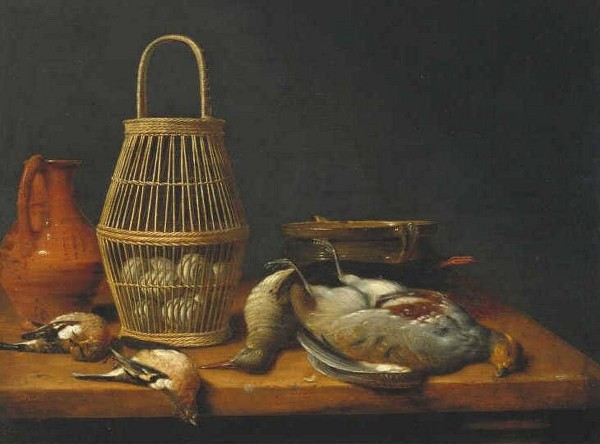
Panier d'oeufs, 1660-80 Rotterdam
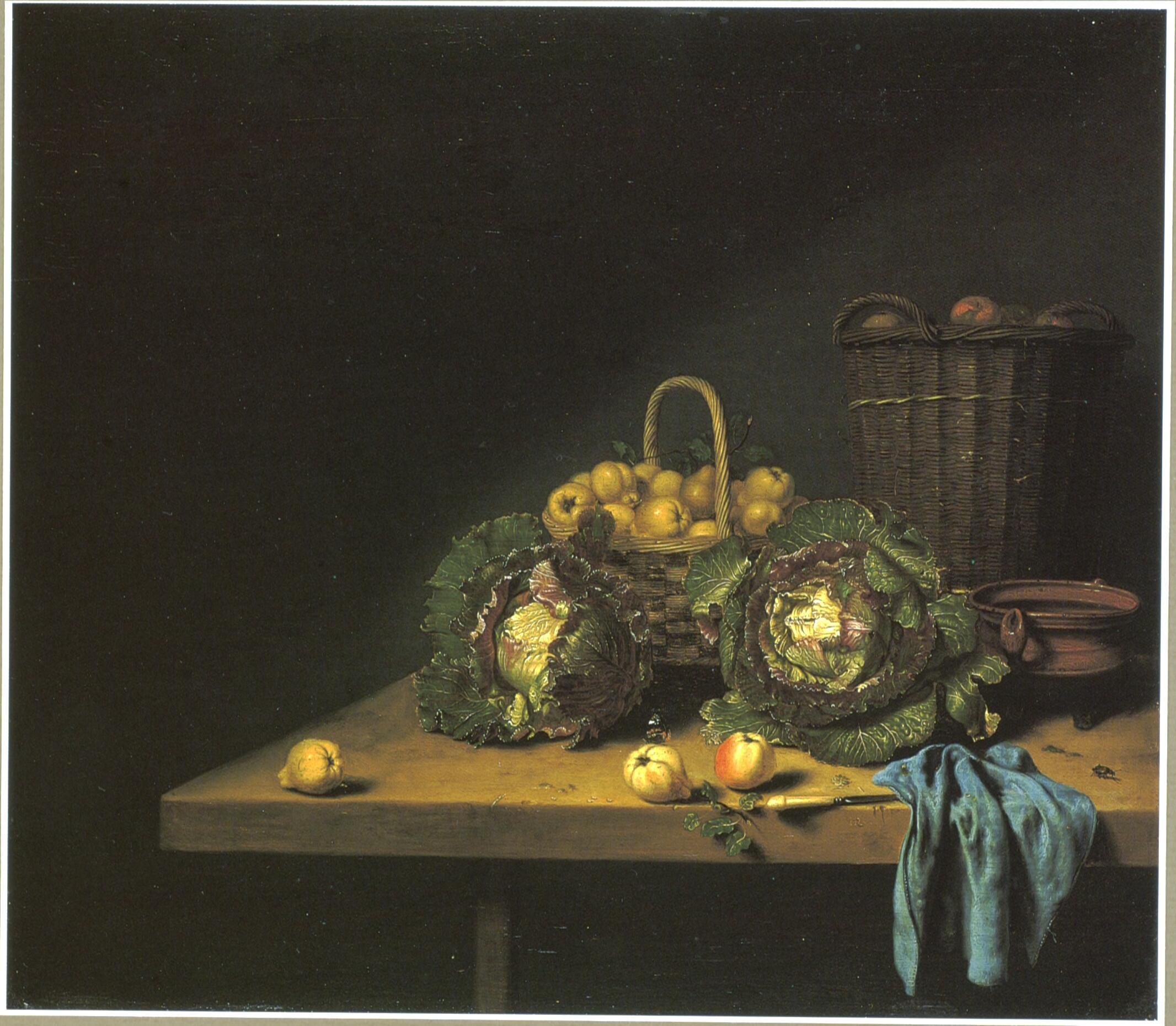
Légumes et fruit, vers 1670 Dordrecht
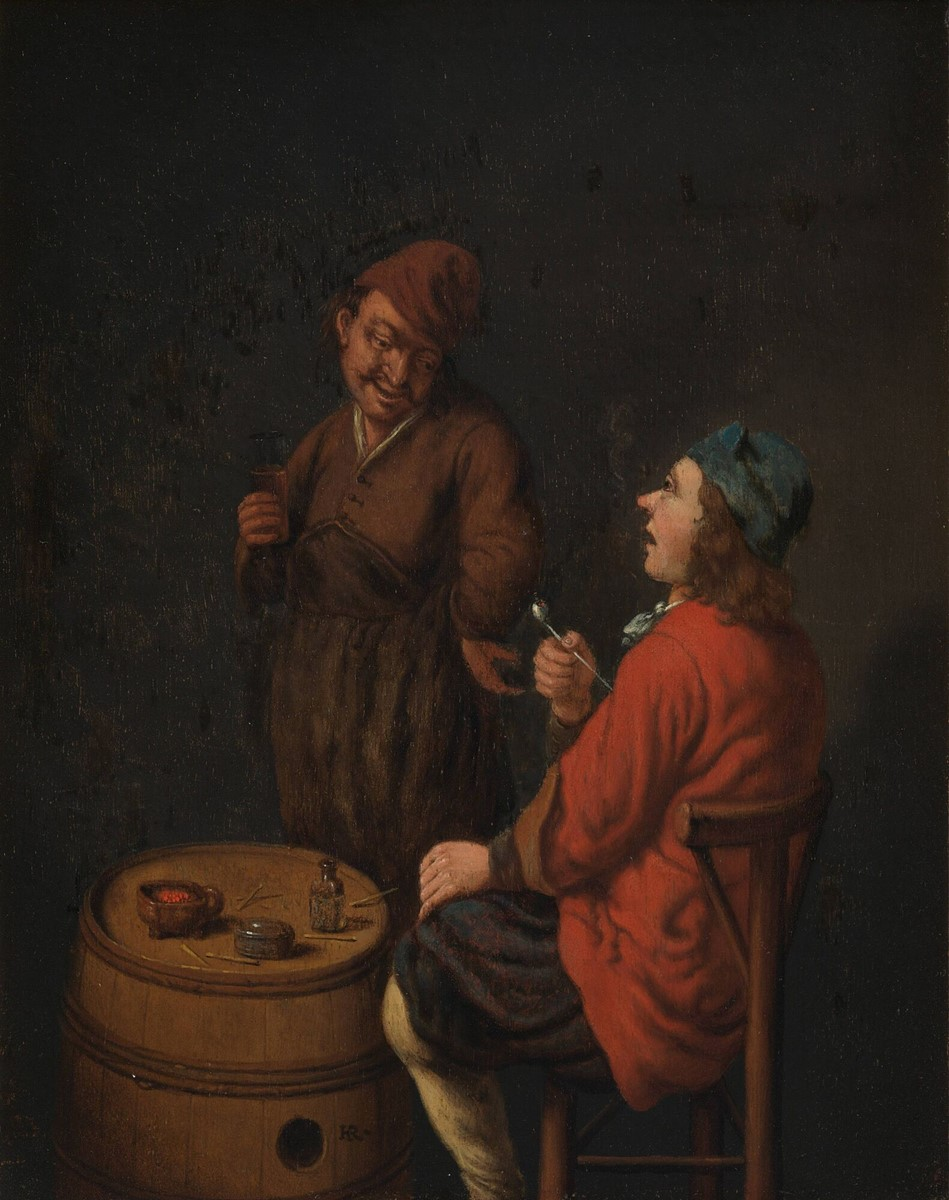
Fumeur et buveur vers 1675, Rotterdam
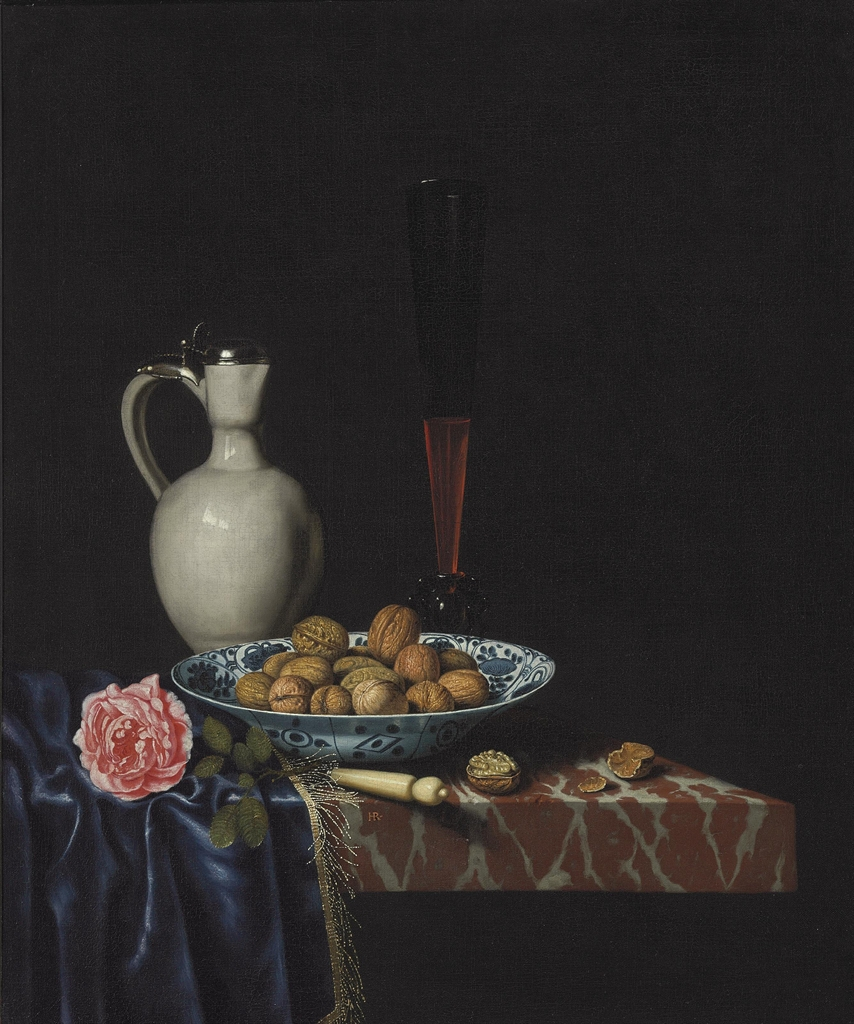
Nature morte aux noix et à la rose Collection privée